# 長谷川善知
長谷川 善知（はせがわ よしとも、2001年8月27日 - ）は、滋賀県甲賀市出身のプロサッカー選手。
2024-2025シーズンからクロアチア2部のNK BSK BIJELO BORDでプレーしている。

## 人物
- 生年月日 - 2001年8月27日
- 利き足 - 左
- 身長 - 174cm
- 体重 - 68kg

## 来歴
2019年にスペイン、マドリードのユース2部に属する街クラブED MORATALAZ と契約。2020年2月9日トップチーム(当時スペイン4部)に18歳でベンチ入りしている。
その後、TORREJON CF B, PERISO CF, ED MORATALAZ, RAYO ALCOBENDAS とスペインのチームを渡り歩く。
2024の1月にボスニア2部のFKモドリチャ へ移籍し初プロ契約をした。2023年3月9日にFKラドニク・ビイェリナ戦にデビュー。
2024-2025シーズン　クロアチア2部　NK BSKビイェロ・ブルド　へ移籍
2024年9月22日にクロアチア2部でデビュー。